# USS Amesbury
El USS Amesbury (DE-66/APD-46), un destructor de escolta de la clase Buckley de la Armada de los Estados Unidos, recibió su nombre en honor al teniente (jg) Stanton Morgan Amesbury (1916-1942), quien murió en acción mientras volaba desde el portaaviones USS Ranger (CV-4) durante la Operación Torch en 1942.
El Amesbury fue botado el 8 de marzo de 1943 en Hingham, Massachusetts, por el astillero Bethlehem-Hingham; botado el 6 de junio de 1943, patrocinado por la Sra. Janet Kenney Amesbury, viuda del teniente (jg.) Amesbury; y puesto en servicio el 31 de agosto de 1943.

## Hundimiento

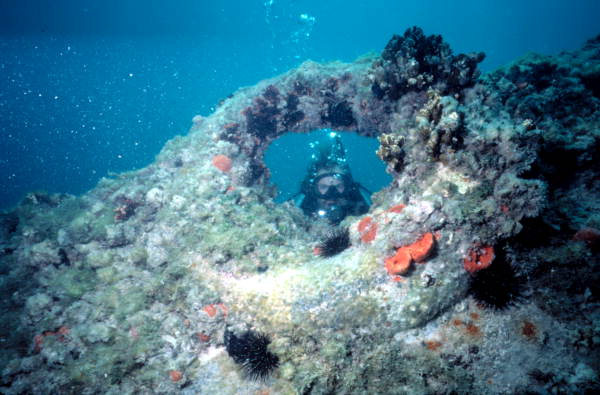
Pecio del Amesbury en 1983.

El Amesbury fue dado de baja y puesto en reserva el 3 de julio de 1946, pero nunca volvió a prestar servicio activo. Fue dado de baja del Registro Naval el 1 de junio de 1960 y vendido a Chet Alexander Marine Salvage de Key West, Florida, el 24 de octubre de 1962. 
Su casco se hundió aproximadamente a 5 millas náuticas (5,8 mi; 9,3 km) al oeste de Key West mientras estaba siendo remolcado, y ahora reposa a 25 pies (7,6 m) de profundidad a 24°36.970′N 81°58.910′O / 24.616167, -81.981833.